# 大阪泉州桐箪笥
大阪泉州桐箪笥（おおさかせんしゅうきりたんす）とは、大阪の伝統工芸品の一つである箪笥。経済産業大臣指定伝統的工芸品に指定されている。
元禄時代の大阪で生まれ、桐を使った製造技術が江戸時代に確立された。その後堺へて和泉に製造技術が広まり、産地形成される。
使用する桐材は厚く、胴丸型と呼ばれる角を丸く削った重厚な雰囲気を持ち、組み手の技術や数が多いことから“桐箪笥の最高峰”と言われる。